# Florin Iaru
Florin Iaru (pseudonimul lui Florin Râpă, n. 24 mai 1954, București) este un poet român.

## Biografie
Florin Râpă s-a născut la 24 mai 1954 (în București), fiind fiul lui Ilie Râpă și al Luciei (n. Iaru). A absolvit Facultatea de Filologie a Universității din București, în 1978.
Este căsătorit cu prozatoarea și publicista Cecilia Ștefănescu. A fost membru al Cenaclului de luni.
După absolvirea facultății, a fost profesor la Galați și la Bulbucata, până în 1982. A devenit redactor al editurii Cartea Românească în anul 1990, iar în perioada 1991-1992 a fost redactor la publicația Cotidianul.

## Opera
Scriitorul Florin Iaru își face debutul literar în anul 1962, prin publicarea unor versuri în revista Luminița. Devine membru al Cenaclului de luni din anul 1977, sub conducerea lui Nicolae Manolescu.
În anul 1981, volumul sau Cântece de trecut strada se bucură de succes editorial, iar în 1982 contribuie la scrierea volumului Aer cu diamante.
Un membru extrem de important al Cenaclului de luni, personaj emblematic al generației anilor '80 bucureștene, scenarist, Florin Iaru rămâne, conform spuselor marelui critic Nicolae Manolescu, „făptura închipuită de Modigliani, întrupare a ingenuității ce îi maschează puternica inteligență”.

## Opere (selecție)
- Cîntece de trecut strada, 1981
- Aer cu diamante, 1982
- La cea mai înaltă ficțiune, 1984
- Înnebunesc și-mi pare rău, 1990
- Poeme alese, 2002
- Fraier de București, 2011
- Povestiri cu final schimbat, 2013
- Sînii verzi, 2017
- Jos realitatea 2019

## Prezență în antologii
- Testament - Antologie de Poezie Română Modernă / Testament - Anthology of Modern Romanian Verse ediția a doua (versiune bilingvă română/engleză) - antologator și traducător Daniel Ioniță, cu Eva Foster, Rochelle Bews, și Prof.Dr.Daniel Reynaud - Editura Minerva, Ianuarie 2015. ISBN 978-973-21-1006-5;

- Streiflicht – Eine Auswahl zeitgenössischer rumänischer Lyrik (81 rumänische Autoren), - "Lumina piezișă", antologie bilingvă cuprinzând 81 de autori români în traducerea lui Christian W. Schenk, Dionysos Verlag 1994, ISBN 3980387119;

- Pieta - Eine Auswahl rumänischer Lyrik (selecție de lirică română), de Christian W. Schenk, Ed. Dionysos, Boppard, 2018, ISBN 9781977075666;

## Volume colective
- Prima mea beție, coord. de Gabriel H. Decuble; Ed. Art, 2009;
- Prima dată, coord. de Laura Albulescu și Andra Matzal; Ed. Art, 2013;
- Scriitori la poliție, coord. de Robert Șerban; Editura Polirom, 2016; de Lavinia Braniște, Florin Lăzărescu, Adrian G. Romilă, Simona Tache, Nora Iuga, Moni Stănilă, Radu Paraschivescu, Ruxandra Cesereanu, Sorin Gherguț, Ioan Groșan, Florin Iaru, Viorel Marineasa, Ioan T. Morar, Radu Sergiu Ruba, Doina Ruști, Ștefan Manasia, Bogdan Munteanu, Ioana Nicolaie, Veronica D. Niculescu, Bogdan O Popescu, Daniela Rațiu, Ana Maria Sandu, Pavel Șușară, Marcel Tolcea, Mihail Vaculovski, Lavinia Bălulescu, Andrei Crăciun, Alexandru Potcoavă, Peter Demeny, V. Leac, Simona Sora, Radu Vancu.

## Foto
În 2010 a avut o expoziție de fotografii la București.